# Саут Хилс (Монтана)
Саут Хилс (енгл. South Hills) насељено је место без административног статуса у америчкој савезној држави Монтана.

## Демографија
По попису из 2010. године број становника је 517.
| Група             | 2000.    | 2010.       |
| Белци             | 0 (0,0%) | 484 (93,6%) |
| Афроамериканци    | 0 (0,0%) | 0 (0,0%)    |
| Азијати           | 0 (0,0%) | 2 (0,4%)    |
| Хиспаноамериканци | 0 (0,0%) | 17 (3,3%)   |
| Укупно            | 0        | 517         |